# The Fantastic Four: First Steps (trilha sonora)
The Fantastic Four: First Steps (Original Motion Picture Soundtrack) é a trilha sonora do filme The Fantastic Four: First Steps, da Marvel Studios. A trilha sonora foi composta por Michael Giacchino. A Hollywood Records lançou o álbum digitalmente em 18 de julho de 2025.

## Plano de fundo
Michael Giacchino foi anunciado como compositor da trilha sonora em julho de 2024, após compor para vários projetos do MCU, e sua música para o Quarteto Fantástico e Galactus foi apresentada durante um show de drones na SDCC naquele mês. Seu tema principal do Quarteto Fantástico foi tocado na íntegra na convenção D23 em agosto durante um painel "Música da Marvel Studios" moderado por Giacchino, e no Hollywood Bowl no final daquele mês como parte do Infinity Saga Concert Experience da Marvel Studios. Mike Roe, do TheWrap, chamou o tema de "uma vibração alegre" que "mistura uma sensação de sonho com otimismo heróico voltado para o futuro, junto com elementos que ecoam os sons que você esperaria de um filme que apresentasse, digamos, um lançamento espacial". Ele comparou isso à trilha sonora do filme Ant-Man (2015) do MCU. O tema foi lançado como single digital para download pela Hollywood Records e Marvel Music em 5 de junho de 2025 e estará disponível como vinil de 7 polegadas junto com "Let Us Be Devoured", escrita e interpretada por Andrea Datzman, em 25 de julho. A trilha sonora completa de Giacchino foi lançada em 18 de julho de 2025.

## Faixas
Todas as músicas compostas por Michael Giacchino.
| The Fantastic Four: First Steps (Original Motion Picture Soundtrack) |                                                                  |         |  |
| N.º                                                                  | Título                                                           | Duração |  |
| 1.                                                                   | "The Fantastic Four: First Steps Main Theme Extended Version"    | 4:10    |  |
| 2.                                                                   | "Pregnancy Testing 1, 2, 3"                                      | 1:58    |  |
| 3.                                                                   | "Fantastic Four, First Cue"                                      | 5:34    |  |
| 4.                                                                   | "Herald Today, Gone Tomorrow"                                    | 3:48    |  |
| 5.                                                                   | "Out to Launch"                                                  | 6:10    |  |
| 6.                                                                   | "A Galactus Case of the Munchies"                                | 3:08    |  |
| 7.                                                                   | "Bowel Before Me"                                                | 3:08    |  |
| 8.                                                                   | "The Light Speed of Your Life"                                   | 3:43    |  |
| 9.                                                                   | "Nothing Neutron Under the Sun"                                  | 2:23    |  |
| 10.                                                                  | "Starship Birth"                                                 | 5:07    |  |
| 11.                                                                  | "Span-tastic Voyage"                                             | 6:36    |  |
| 12.                                                                  | "The Bridges of Silver Surfer County"                            | 1:34    |  |
| 13.                                                                  | "A Mole in Your Plan"                                            | 3:09    |  |
| 14.                                                                  | "A Walk on the City"                                             | 6:09    |  |
| 15.                                                                  | "The Other Sue Drops"                                            | 5:34    |  |
| 16.                                                                  | "Don't Sue the Baby!"                                            | 2:53    |  |
| 17.                                                                  | "Without Further Adieu"                                          | 1:24    |  |
| 18.                                                                  | "Carseat Drivers"                                                | 1:17    |  |
| 19.                                                                  | "Fantastic Four to Be Reckoned With"                             | 2:28    |  |
| 20.                                                                  | "The Galactus/Silver Surfer Suite"                               | 7:24    |  |
| 21.                                                                  | "Tripping the Lights Fantastic"                                  | 2:16    |  |
| 22.                                                                  | "The Fantastic Four Power Hour (Cartoon Theme)"                  | 0:34    |  |
| 23.                                                                  | "The Ted Gilbert Show" (featuring Andrea Datzman)                | 0:40    |  |
| 24.                                                                  | "Let Us Be Devoured (Studio Version)" (featuring Andrea Datzman) | 3:42    |  |
| 25.                                                                  | "H.E.R.B.I.E.'s Lullaby" (featuring Matthew Wood)                | 1:18    |  |
| Duração total:                                                       | Duração total:                                                   | 1:22:07 |  |